# پیریشاتی
پیریشاتی (Piryashati) سومین پیشوای کوهستان بزرگ گیزیل‌بوندا، برخلاف ارادهٔ دو پیشوای دیگر گیزیل‌بوندائیان در مقابل متجاوزان آشوری پایداری نمود. شامشی‌آدادپنجم در سال ۸۲۱ (پیش از میلاد) لشکرکشی بسوی مشرق را ادامه داد لوح شامشی از رسیدن لشکر آشوریان به «دریای برآمدن خورشید» یاد می‌کنند. این دریا برای آشوریان تازگی داشته و دنیایی در پس آن دریا متصوّر نبودند. احتمالاً ایشان به مغرب و جنوب غربی دریای خزر رسیده بودند.

## پیشوایان گیزیل‌بوندا

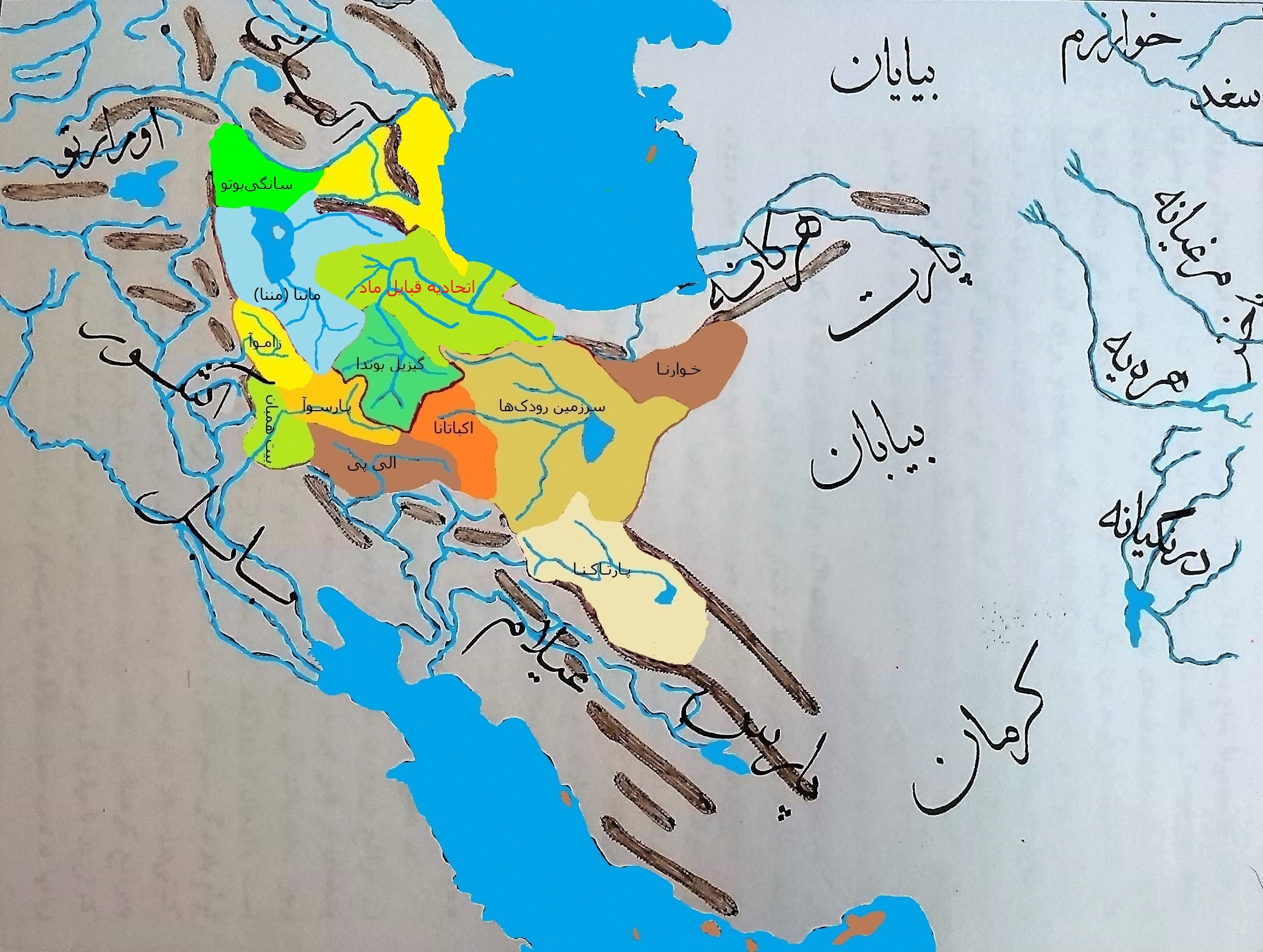
ماد و ماننا قرن ۹ تا ۷ پ.م.

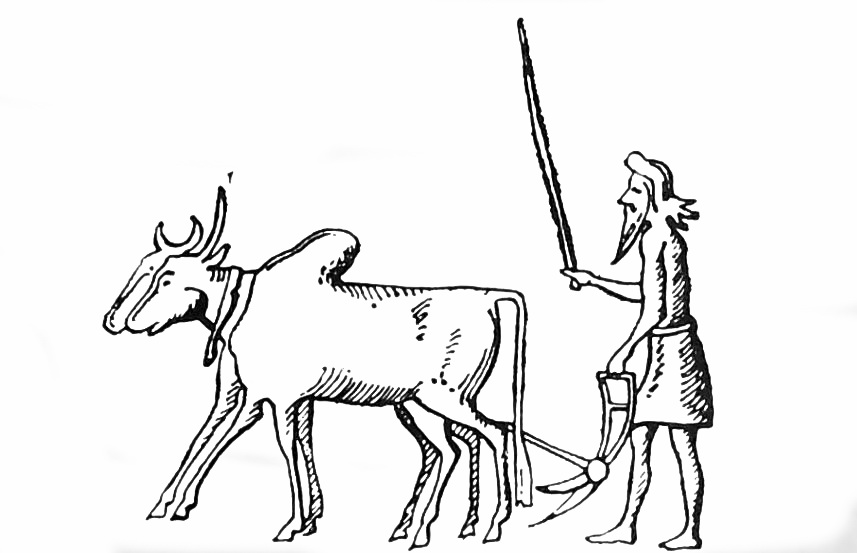
کشاورز ایرانی قرن ششم پ.م.

پس از آنکه آشوریان نخستین دژ کوهستانی گیزیلبوندا را به تصرف درآوردند دو تن از پیشوایان به منظور جلب عطوفت مهاجمان تعدادی اسب بارکش و عرابه به رسم هدیه تقدیم کردند؛ ولی پیشوای سومی ایشان به نام پیریشاتی ـ که الواح آشوری وی را به لقب پادشاه گیزیل‌بوندا می‌خوانند ـ تصمیم گرفت پایداری کند. همهٔ ساکنان گیزیل‌بوندا در دژ وی که اوراش نام داشت گرد آمدند ولی آن قلعه بسیار کهنه بود و قادر به مقاومت در برابر محاصرهٔ آشوریان، که با لوازم فنی عالی مجهز بودند، نبود. قلعه اوراش و دیگر قلاع کوچک پیرامون آن به تصرف آشوریان درآمد و به گفته الواح شامشی‌آدادپنجم ۶۰۰۰ مرد جنگی در پیکار کشته شدند و ۱۲۰۰ نفر به اتفاق خود پیریشاتی به اسارت درآمدند.
یکی دیگر از سران گیزیل‌بوندا به نام اِنگور اظهار انقیاد کرد و پادشاه آشور در قلعه وی که به سیبار موسوم بود لوحی به پا پاشت و تصویر خویش و نبشته‌هایی بر آن منقور ساخت. آشوریان در آن زمان در مشرق قزل‌اوزن بودند و راه بسوی سرزمین ماد گشوده شده بود.
در محیط همسایگان غربی اتحادیه قبایل ماد بلاخص نواحی دریاچه‌ارومیه و آنهایی که جزو اتحادیه نشده بودند، اختلاف و سیاست سودجویانه و کوته نظرانهٔ برخی شاهکان حکم‌فرما بود و حال آنکه تودهٔ مردم در لزوم کوشش برای دفع دشمن متحد بودند. بر عکس، خود مادیها ظاهراً، تحت رهبری واحد پیشوای اتحادیه قبایل قرار داشتند. این شخص هاناسیروکا نام داشت و مقرّ وی دژ ساگ بیتو بود.